# Металогенія Азії
Металогенія Азії
Відповідно до особливостей геологічної будови Азії на її території, розвинені родовища 6 металогенічних епох: протерозойської, байкальської, каледонської, герцинської, кімерійської і альпійської. Протерозойські родовища зосереджені в основі платформ, байкальські — по їх периферії, каледонські і герцинські — в межах палеозойських геосинклінально-складчастих поясів, кімерійські і альпійські — відповідно в мезозойських і кайнозойських геосинклінально-складчастих поясах.
Глибокометаморфізовані комплекси основи Сибірської, Китайсько-Корейської, Півд.-Китайської, Індостанської і півн. частини Африкано-Аравійської платформ характеризуються розвитком метаморфогенних родов. к.к. (залізисті кварцити і силікатні руди марганцю, пегматити, графіт, кіаніт, коштовні камені). Залізисті кварцити (вік близько 2000 млн років) зосереджені в надрах Сибірської, Китайсько-Корейської, Півд.-Китайської та Індостанської платформ. Метаморфогенні родов. силікатного марганцю поширені в Індії. Древні слюдоносні (біотит, мусковіт) і рідкіснометалічні (ніобій, літій, берилій) пегматити залягають серед метаморфіч. комплексів всіх платформ. Родовища графіту, кіаніту і коштовних каменів (смарагд, сапфір, рубін) відомі в найдавніших товщах Шрі-Ланки та Індії.
Особлива металогенічна характеристика у западин і розломів древніх платформ А. У великих западинах Сибірської і Індостанської платформ розвинені великі трапи піздньопалеозойського і ранньомезозойського віку, з якими пов'язані магматичні родов. сульфідних мідно-нікелевих (Сибірська платф.) і силікатних нікелевих (Індостанська платф.) руд. До такого ж роду западин приурочені стратиформні родов. верхньопротерозойських мідистих пісковиків (Сибірська платформа). Великі розломи і рифти контролюють розміщення післякембрійських рідкіснометалічних карбонатитів і алмазоносних кімберлітів. Для поясів байкалід, що простягаються вздовж околиць Сибірської, Індостанської, Африкано-Аравійської, Корейсько-Китайської і Півд.-Китайської платформ, відомі дві групи родовищ. Одна з них пов'язана з більш раннім базальтоїдним магматизмом, і представлена дрібними магматич. родов. хромітів і титаномагнетитів, а також значними колчедано-поліметаліч. родов. Сибірської платформи (Холоднинське, Горевське). Інша група зумовлена пізнішими гранітоїдами, з якими асоційовані широко поширені байкальські пегматити і ґрейзени, що містять вольфрам, олово, тантал, літій.
Палеозойські (каледонські і герцинські) геосинклінально-складчасті пояси знаходяться по периферії Тихоокеанського і Середземноморського поясів і складають обширний Урало-Монгольський пояс. У них розрізняються три головні групи ендогенних утворень. З найбільш ранніми доорогенними ультрабазитами і базитами пов'язані магматич. родов. палеозойських хромітів і титаномагнетитів, а також залізорудних скарнів; з вулканогенною серією цієї ж стадії асоційовані палеозойські мідно-колчеданні і колчедано-поліметаліч. родов.; з орогенними гранітоїдами пов'язані широко поширені постмагматич. родов. руд кольорових і радіоактивних металів.
Епоха кімерійської складчастості на тер. А. найбільш виразно виявилася у Верхояно-Чукотській складчастій області; вона відрізняється редукованим базальтоїдним магматизмом і рясним гранітним магматизмом, що породив різноманітні корінні родов. золота і розсипи, що виникли при їх руйнуванні, а також пегматитові, ґрейзенові і високотемпературні гідротермальні родов. олов'яних руд (Сх. А.).
Альпійська складчастість — виявлена в Середземноморському і Тихоокеанському геосинклінально-складчастих поясах, а також в зонах тектоно-магматич. активізації, характеризується відмиранням геосинклінального режиму і потужним розвитком розломної тектоніки в зонах активізації древніх і молодих платформ. У альпійських геосинкліналях А. слабко виявлений базальтоїдний магматизм, представлений переважно ефузивними серіями з колчеданними родов. типу «куроко» (Японія). З гранітоїдами орогенної стадії асоційовані мідно-порфірові родов. Півд.-Сх. А.
Металогенія розломної тектоніки яскравіше усього виявлена в зонах активізації древніх платформ і областей завершеної складчастості, а також в третинних континентальних вулканіч. поясах. Молоді розломи, що прорізають Сибірську, Індостанську, Корейсько-Китайську, Півд.-Китайську, Африкано-Аравійську платформи, контролюють розміщення ланцюгів рідкіснометалічних карбонатитів, алмазоносних кімберлітів, постмагматич, родов. руд свинцю і цинку, вольфраму і молібдену, золота і флюориту. З вулканоґенними поясами андезит-ліпаритового складу, що накладаються на краї платформ і примикаючих областей завершеної складчастості Середземноморської і Тихоокеанської областей, пов'язані молоді гідротермальні вулканоґенні родов. руд золота, срібла, місцями олова і вольфраму.

## Дивю також
- Корисні копалини Азії
- Геологія Азії